# 1320
- Wikisource

| Calendário gregoriano                                                        | 1320 MCCCXX                                           |
| Ab urbe condita                                                              | 2073                                                  |
| Calendário arménio                                                           | 769 – 770                                             |
| Calendário bahá'í                                                            | -524 – -523                                           |
| Calendário budista                                                           | 1864                                                  |
| Calendário chinês                                                            | 4016 – 4017 Início a 9 de fevereiro (aproximadamente) |
| Calendário copta                                                             | 1036 – 1037                                           |
| Calendário etíope                                                            | 1312 – 1313                                           |
| Calendários hindus - Vikram Samvat - Calendário nacional indiano - Cáli Iuga | 1375 – 1376 1241 – 1242 4420 – 4421                   |
| Calendário Holoceno                                                          | 11320                                                 |
| Calendário islâmico                                                          | 720 – 721                                             |
| Calendário judaico                                                           | 5080 – 5081                                           |
| Calendário persa                                                             | 698 – 699                                             |
| Calendário rúnico                                                            | 1570                                                  |
| Calendário solar tailandês                                                   | 1863                                                  |

1320 (MCCCXX, na numeração romana) foi um ano bissexto do século XIV do Calendário Juliano, da Era de Cristo, e as suas letras dominicais foram  F e E (52 semanas), teve início a uma terça-feira e terminou a uma quarta-feira.

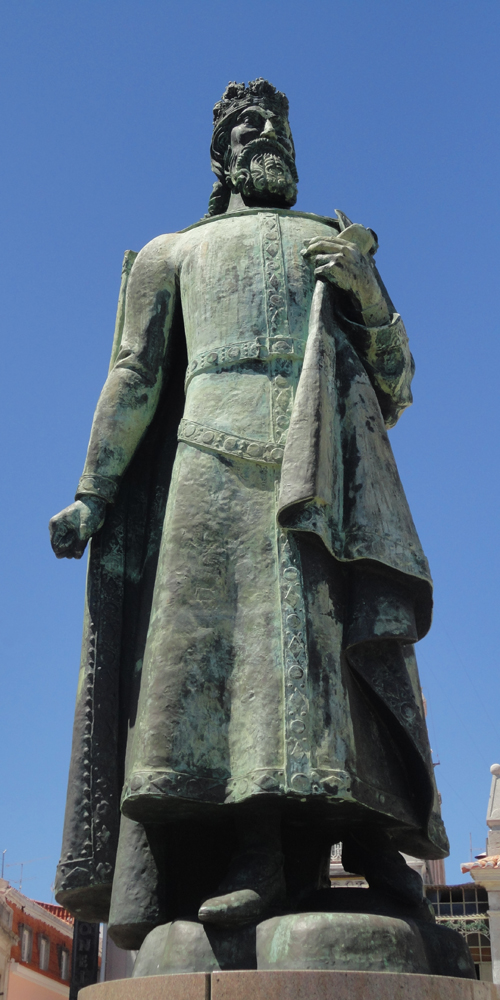
Rei dom Pedro I de Portugal. Escultura de António Duarte (1964), em Cascais.

| Ano completo                          |
| ------------------------------------- |
| Ano bissexto com início à terça-feira |

## Eventos
- 6 de Abril - Os Escoceses reafirmam a sua independência ao assinar a Declaração de Arbroath.
- 23 de Maio - É emitida a Bula Apostolice Sedis, em que o Papa João XXII dá autorização a D. Dinis para receber a Dízima dos rendimentos eclesiásticos de toda a nação para socorro da Terra Santa e outras necessidades da Fé cristã, durante três anos.

## Nascimentos
- Branca de Namur, Rainha Consorte da Suécia e Noruega como esposa de Magno IV da Suécia (m. 1363).
- ?? - John Wycliffe, teólogo inglês.
- 8 de Abril - Rei Pedro I de Portugal.
- ?? - Vasco Martins de Resende - conselheiro do rei Afonso IV de Portugal e regedor da justiça Real na comarca de Entre Douro e Minho.
- Gonçalo Mendes de Vasconcelos
- Vasco Gomes de Abreu, foi senhor da localidade de Valadares e 8º senhor da Torre e honra de Abreu, m. 1386.
- João Gomes de Abreu, foi alcaide-mor do Castelo de Torres Vedras e de Tomar.